# Zarak Jahan Khan
Zarak Jahan Khan (* 1. Februar 1967 in Quetta) ist ein ehemaliger pakistanischer Squashspieler.

## Karriere
Zarak Jahan Khan war zwischen 1989 und 2001 als Squashspieler aktiv und erreichte im März 1994 mit Rang acht seine höchste Platzierung in der Weltrangliste. Mit der pakistanischen Nationalmannschaft gewann er 1993 die Weltmeisterschaft. Mit dieser gewann er außerdem mehrfach die Asienmeisterschaft, im Einzel gelang ihm dies sowohl 1994 gegen Mir Zaman Gul als auch 1998 gegen Kenneth Low. Bei den Asienspielen gewann er 1998 im Einzel die Goldmedaille. Im Endspiel besiegte er seinen Landsmann Amjad Khan.
Sein Sohn Shahjahan Khan ist ebenfalls als Squashspieler aktiv. Auch seine Brüder Hiddy Jahan und Zubair Jahan Khan waren erfolgreiche Squashspieler.

## Erfolge
- Weltmeister mit der Mannschaft: 1993
- Gewonnene PSA-Titel: 6
- Asienspiele: 1 × Gold (Einzel 1998)
- Asienmeister: 2 Titel (1994, 1998)
- Mehrfacher Asienmeister mit der Mannschaft